# Wolfgang Jeschke
Wolfgang Jeschke (Děčín, Csehország, 1936. november 19. – 2015. június 10.) német sci-fi-író, szerkesztő.

## Életpályája
1936. november 19-én született a csehországi Děčínben. Nyugat-Németországban érettségizett, majd germanisztikát, anglisztikát és filozófiát tanult Münchenben.

## Munkássága
1969 óta vett részt különféle kiadók munkájában. 1973-tól Herbert W. Franke mellett társszerkesztője, majd 1977-től egyedüli felelős szerkesztőként vezette a nagy nevű Heyne Kiadó SF-vonalát, és sikeresen építette ki Nyugat-Németország legnagyobb SF és fantasy kiadójává. Antológiáiban és kiadványaiban rendre megjelentek a hazai és az angolszász szerzők mellett a szocialista és harmadik világbeli írók munkái is. Ő vezette be a Sztrugackij-fivérek, Stanisław Lem és Jorge Luis Borges munkáit. Ennek mellékhatásaként lett bestseller a német olvasók körében Szepes Mária A vörös oroszlánja. Ezután további magyar szerzők is megjelentek, így Zsoldos Péter, Hosszú Ágnes, Trenka Csaba Gábor és Nemes István. Az írók mellett a magyar illusztrátorok munkái is megjelentek. A Boros-Szikszai páros illusztrálta a világon elsőként kiadott Isaac Asimov-gyűjteményes kötetet, Boros Attila pedig Kurd-Laßwitz-díjat kapott a Meamone szeme illusztrációiért. A Heyne fantasy-sorozatának vezérgrafikusa Szendrei Tibor lett. Kiadói munkásságát 1987-ben a World SF kongresszusa Harrison-díjjal jutalmazta.

## Írásai
Első novellája 1955-ben jelent meg, ezután rendszerességgel publikált. Első regényéig azonban 1981-ig várni kellett. Ez volt A Teremtés utolsó napja, mely egy emlékezetesen elmesélt időutazásos történet. Ezt követte 1989-ben a Midas, majd 1997-ben a Meamone szeme című kisregénye és ugyanebben az évben az Ozirisz országa. Legújabb regénye a 2005-ös A Cusanus-játszma.
Munkáiból rádiójátékot is készítettek, pl. A király és a bábkészítő című írásából.

## Magyarul megjelent művei

### Regények
- A Teremtés utolsó napja; ford. Kemény Dezső; Móra, Bp., 1990 (Galaktika Fantasztikus Könyvek)
- Ozirisz országa (Cherubion Könyvkiadó, 1997)
- Midas; ford. Herbák Zsolt, Miklós Erika; Aquila–Cherubion, Debrecen, 1999 (Galaxis sf könyvek)
- A Cusanus-játszma; ford. Varga Csaba; Metropolis Media, Bp., 2008 (Galaktika Fantasztikus Könyvek)

### Novellák
- Dokumentumok az ország katasztrófa előtti helyzetéről (A Holtak galaxisa antológia, Cherubion Könyvkiadó)
- A király és a bábkészítő (Galaktika, 75.)
- Nekyomanteion (Tűzözön antológia, Cherubion Könyvkiadó)
- Rossz hírek a Vatikánból (Feketecsuklyások antológia, Cherubion Könyvkiadó)
- Szirének a parton (Galaktika, 14.)
- Tizenkét perc és még néhány (Galaktika, 66.)
- Hasadás a hegyen (Galaktika 15; Galaktika, 191.)
- A kösöntyű (Galaktika, 207.)